# Pilosella arida
Pilosella arida là một loài thực vật có hoa trong họ Cúc. Loài này được (Freyn) Soják miêu tả khoa học đầu tiên năm 1971.